# Potentilla caliginosa
Potentilla caliginosa är en rosväxtart som beskrevs av Soják. Potentilla caliginosa ingår i Fingerörtssläktet som ingår i familjen rosväxter. Inga underarter finns listade i Catalogue of Life.